# ديغرادوسوم
ديغرادوسوم هو مركب بروتيني موجود في معظم البكتيريا التي تشارك في معالجة الحمض النووي الريبوزي الريبوسومي وتدهور الحمض النووي الريبوزي رسول وينظمه الحمض النووي الريبوزي غير المشفر. ويحتوي على بروتينات الحمض النووي الريبي هيليكاز ب، RNase E و بولينوكليوتيدي فسفوريلاز.